# Bugatti Type 39

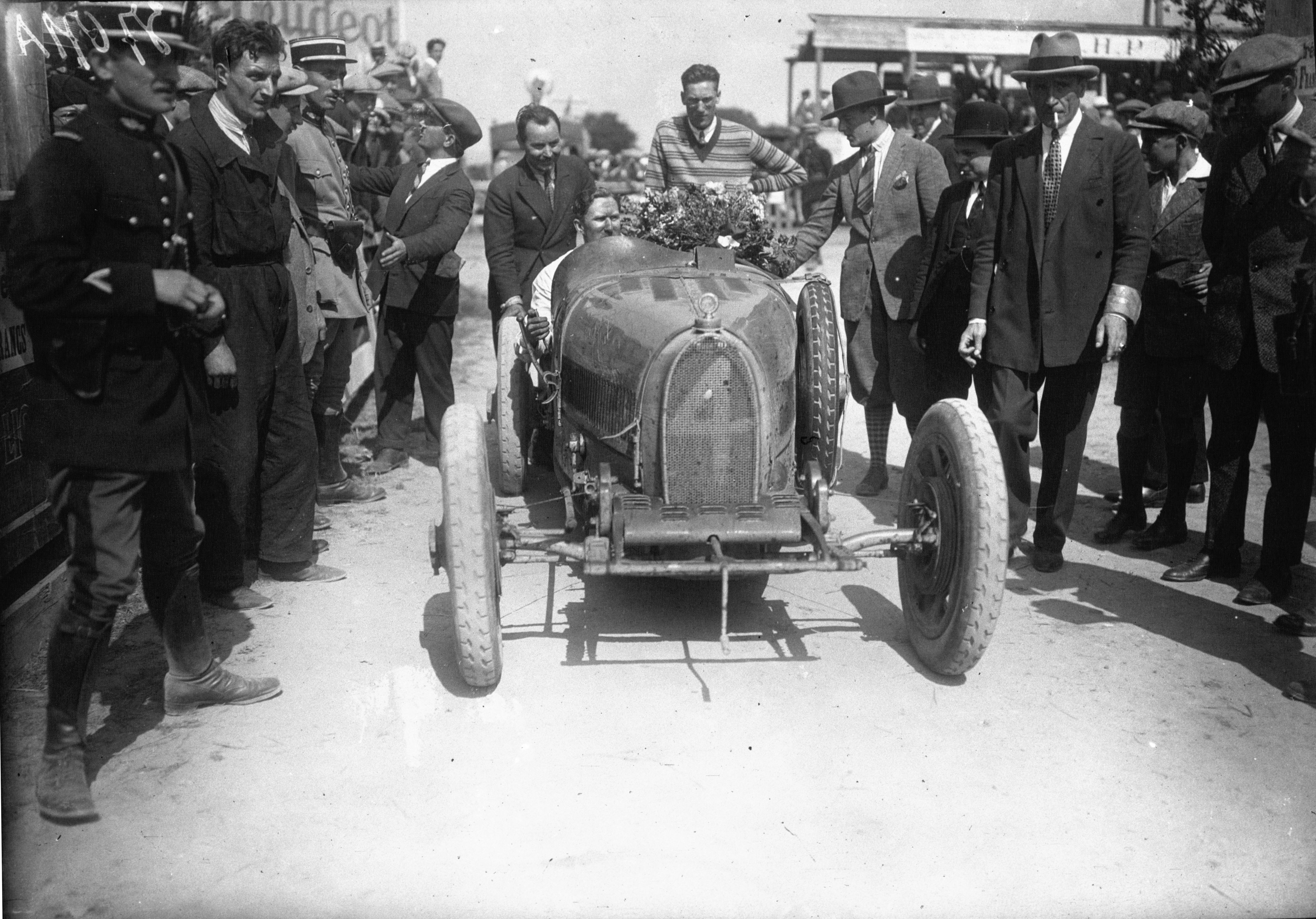
Frontansicht

Der Bugatti Type 39 ist ein Grand-Prix-Rennwagen der 1920er Jahre. Hersteller war Bugatti aus Frankreich.

## Beschreibung
Die Fahrzeuge basieren auf dem Type 35. Allerdings ist der Achtzylinder-Reihenmotor kleiner. 60 mm Bohrung und 66 mm Hub ergeben 1493 cm³ Hubraum. Zusätzlich soll es auch eine Variante mit 52 × 88 = 1495 cm³ Hubraum gegeben haben, wie sie im Prototyp des Type 36 verwendet wurde. Jeder Zylinder hat zwei Einlassventile und ein Auslassventil. Das Kurbelwellenlager besteht aus fünf Kugellagern plus Rollenlager.
Der wassergekühlte Motor ist vorne im Fahrgestell eingebaut. Er treibt über ein Vierganggetriebe und eine Kardanwelle die Hinterachse an. Der Radstand beträgt 240 cm und die Spurweite 120 cm. Die Fahrzeuge sind 370 cm lang und 145 cm breit. Das Leergewicht ist mit 700 kg angegeben.
In der normalen Ausführung leistet der Motor 80 PS. Damit ist eine Höchstgeschwindigkeit von 168 km/h angegeben.
Der Type 39 A hat einen Kompressor zur Leistungssteigerung. Eine Quelle gibt 120 PS und 190 km/h an. Der Neupreis betrug 1929 im Deutschen Reich 28.000 Reichsmark.
Bauzeit war von 1925 bis 1929. Nachfolger wurde der Type 51.

## Motorsport
Jules Goux gewann 1925 ein Rennen auf dem Autodrome de Linas-Montlhéry sowie den Gran Premio de San Sebastián 1926 und den Großen Preis von Frankreich 1926.
Beim Großen Preis von Italien 1925 traten zumindest Jules Goux und Bartolomeo Costantini in der Klasse für Voiturettes bis 1500 an. Costantini wurde Klassensieger und Gesamtdritter.
George Eyston war 1926 beim Grand Prix de Boulogne erfolgreich.

## Stückzahlen
Eine Quelle nennt acht Fahrzeuge des Type 39 und acht bis zehn des Type 39 A. Eine andere Quelle kommt auf insgesamt acht Fahrzeuge und eine weitere auf zehn Fahrzeuge.